# Hôtel Naurissart
L'hôtel Naurissart est un hôtel particulier situé à Limoges dans le département de la Haute-Vienne en région Nouvelle-Aquitaine.

## Historique
L'ancien hôtel est inscrit au titre des monuments historiques par arrêté du 5 mai 1947. L'histoire de ce bâtiment peut être consultée sur sa fiche Mérimée.